# (4125) Lew Allen
(4125) Lew Allen es un asteroide que forma parte del cinturón interior de asteroides y fue descubierto por Eleanor Francis Helin el 28 de junio de 1987 desde el observatorio del Monte Palomar, Estados Unidos.

## Designación y nombre
Lew Allen se designó al principio como 1987 MO.
Más tarde, en 1990, fue nombrado en honor del astrónomo estadounidense Lew Allen.

## Características orbitales
Lew Allen orbita a una distancia media del Sol de 1,921 ua, pudiendo alejarse hasta 2,148 ua y acercarse hasta 1,694 ua. Su inclinación orbital es 20,45 grados y la excentricidad 0,1182. Emplea 972,7 días en completar una órbita alrededor del Sol.
Lew Allen pertenece al grupo asteroidal de Hungaria.

## Características físicas
La magnitud absoluta de Lew Allen es 13,4 y el periodo de rotación de 4,629 horas.